# Râul Neamțului cel Mic
Râul Neamțului cel Mic este unul din cele două brațe care formează râul Neamț (Ozana). 